# Ebrahim Javadi
Ebrahim Javadipour (in persiano ابراهيم جوادی‌پور‎; Qazvin, 28 luglio 1943) è un ex lottatore iraniano, specializzato nella lotta greco-romana.

## Biografia
Rappresentò la Iran ai Giochi olimpici di Monaco di Baviera 1972, dove vinse la medaglia di bronzo nel torneo dei pesi leggeri. Fu quattro volte campione del mondo e vinse due edizioni dei Giochi asiatici.

## Palamarès
- Giochi olimpici

Monaco di Baviera 1972: bronzo nei pesi leggeri
- Mondiali

Mar del Plata 1969: oro nei 48 kg
Edmonton 1970: oro nei 48 kg
Sofia 1971: oro nei 48 kg
Tehran 1973: oro nei 52 kg
- Giochi asiatici

Bangkok 1970: oro nei 48 kg
Tehran  1974: oro nei 52 kg